# 10482 Dangrieser
10482 Dangrieser è un asteroide della fascia principale. Scoperto nel 1983, presenta un'orbita caratterizzata da un semiasse maggiore pari a 2,2945903 UA e da un'eccentricità di 0,2014282, inclinata di 6,33608° rispetto all'eclittica.